# Between Men
Between Men er en amerikansk stumfilm fra 1916 af William S. Hart.

## Medvirkende
- William S. Hart som Bob White.
- Enid Markey som Lina Hampdon.
- House Peters som Gregg Lewiston.
- J. Barney Sherry som Ashley Hampdon.
- A. Burt Wesner som John Worth.